# Japanoplana insolita
Japanoplana insolita är en plattmaskart som beskrevs av Ax 1994. Japanoplana insolita ingår i släktet Japanoplana, ordningen Proseriata, klassen virvelmaskar, fylumet plattmaskar och riket djur. Inga underarter finns listade i Catalogue of Life.